# Перепічка Дмитро Федорович
Дмитро Федорович Перепічка (15 січня 1972, Донецьк) — український і канадський хімік, декан хімічного факультету університету Макгілла (Монреаль), професор.

## Біографія
Дмитро Перепічка народився 15 січня 1972 року в Донецьку. 1994 року закінчив хімічний факультет Донецького національного університету, науковий керівник О. М. Швед. Того ж року поступив в аспірантуру Інституту фізико-органічної хімії та вуглехімії імені Л. М. Литвиненка НАН України, науковий керівник академік НАН України А. Ф. Попов. 1999 року захистив дисертацію на здобуття наукового ступеню кандидата хімічних наук за темою «Синтез і властивості електроноакцепторів флуоренового ряду з внутрішньомолекулярним переносом заряду». У 1999—2001 роках проходив стажування у Даремському університі (Велика Британія), а у 2001—2002 роках в Університеті Каліфорнії у Лос-Анджелесі (США).
У 2003—2005 роках доцент (Assistant Professor) Національний науково-дослідний інститут Університету Квебеку (Монреаль, Канада). Від 2005 року співробітник Університету Макгілла (Монреаль), 2005—2010 — доцент, 2010—2014 — екстраординарний професор (Associate Professor), з 2014 року — професор, з 2017 — декан хімічного факультету.

## Наукова діяльність
Коло його наукових інтересів стосується органічної електроніки та макромолекулярної хімії. Його наукові праці присвячені дослідженню ефектів структурної електроніки органічних сполучених матеріалів на молекулярному, надмолекулярному та макромолекулярному рівнях шляхом вивчення малих молекул, надмолекулярних ансамблів, полімерів та ковалентних органічних структур.

## Публікації
Перепічка є автором понад 120 публікацій та декількох розділів книг, учасник понад 100 семінарів та презентацій конференцій.